# متلازمة مونخهاوزن
متلازمة مونخهاوزن، (بالإنجليزية: Munchausen syndrome)‏ هو خلل نفسي، يختلق المصاب به أمراضاً ووعكات صحية وإصابات أو أزمات نفسية بغرض جذب الانتباه أو التعاطف من الآخرين. وهذه الأصابات أو الأمراض يحدثها المصاب في نفسه أو يتسبب بها أو يختلقها اختلاقاً. يعرف أيضاً هذا الخلل باسم «عَرَض إدمان المستشفيات».
في متلازمة مونخهاوزن، الشخص المتضرر يبالغ أو يخلق أعراض لأمراض في حدّ ذاتها للحصول على العلاج، الاهتمام، التعاطف، والراحة من قبل العاملين في المجال الطبي. في بعض الحالات القصوى، الأشخاص الذين يعانون من متلازمة مونخهاوزن لديهم إدراك تام للممارسات الطبية وهم قادرون على إنتاج الأعراض التي تؤدي إلى القيام بتحاليل طبية طويلة ومكلفة، البقاء في المستشفى لفترات طويلة وعمليات لا لزوم لها.

## العلاج
ينبغي على الأطباء أو مقدمي الخدمات الطبية النظر في العمل مع اختصاصيي الصحة العقلية للمساعدة في علاج اضطراب المزاج ، وكذلك لتجنب إنقال مقابل  يجب أن يرتكز العلاج الطبي على الاضطرابات النفسية الكامنة : اضطراب المزاج ، واضطراب القلق ، أو اضطراب في الشخصية.